# Vladimir Stojković
Vladimir Stojković (serbi: Владимир Стојковић; nascut el 28 de juliol de 1983 a Loznica) és un futbolista serbi, que juga com a porter.

## Trajectòria
Fill de pare també porter de futbol i mare jugadora d'handbol, Stojković va iniciar la seua carrera a l'FK Loznica, d'on va passar a l'Estrella Roja de Belgrad. Al club capitalí es va situar a l'ombra de Vladimir Dišljenković, amb la qual cosa va ser cedit a l'FK Leotar bosnià abans de recalar a l'FK Zemun.
Després de la marxa de Vladimir Dišljenković al FC Metalurh Donetsk ucraïnès, a l'estiu del 2005, el porter retornà a l'Estrella Roja, club amb el qual va guanyar el doblet lliga i copa domèstic. A més a més, a la Copa de la UEFA va aturar un penal al futbolista de l'AS Roma Antonio Cassano.
Un any després, el 2006, fitxa pel FC Nantes, de la Ligue 1. Comença de titular, però a les poques jornades li pren la plaça Vincent Briant. Eixe any el Nantes va encadenar una sèrie de resultats negatius que l'abocarien al descens. El club francès va convèncer el meta internacional Fabien Barthez, amb la qual cosa el serbi va buscar una eixida del club. El gener del 2007 és cedit al SBV Vitesse neerlandès.
En finalitzar la temporada 06/07, fitxa per l'Sporting de Lisboa. Va ser titular d'inici al club portuguès. Mitjada la campanya, les lesions l'aparten en benefici Rui Patrício. A la seua recuperació, no es fa de nou amb la plaça a l'onze inicial.
Al mes de juliol del 2008, l'Sporting va permetre al serbi realitzar una prova amb l'Everton FC de la Premier League. Però, va deixar la sessió d'entrenament després de tan sols una hora i sense cap explicació. El portaveu del club va expressar la manca d'interès pel jugador, i havent estat advertits del caràcter del futbolista.
Comença la temporada 08/09 de nou a l'Sporting, sense disputar cap minut de competició. El gener del 2009 és cedit de nou, ara al Getafe CF de la primera divisió espanyola. No debutaria fins a l'abril d'eixe any, en un encontre davant el Sevilla FC, que es va resoldre per 1 a 0 a favor dels madrilenys. Al final de la campanya, el Getafe va expressar l'interès per a obtenir els serveis del porter, però no es va arribar a cap acord amb l'Sporting de Lisboa.
Per a la campanya 09/10, de nou al quadre lisboeta, roman fora dels plans de l'entrenador Paulo Bento. A finals d'any, marxa cedit al Wigan Athletic anglès, per substituir l'absència del ghanès Richard Kingson mentre dura la Copa d'Àfrica.

## Selecció
Stojković és internacional amb la selecció sèrbia. Sense haver debutat, hi va formar part del combinat balcànic al Mundial del 2006. L'arribada de Javier Clemente com a tècnic nacional el va fer titular de la seua selecció, disputant l'Eurocopa del 2008. També fou titular en els tres partits que va disputar la seua selecció en la Copa Mundial 2010.
Amb la selecció sub-21 de Sèrbia i Montenegro va arribar a la final de l'Europeu de 2004, tot i que va romandre inèdit. Dos anys després, seria titular al següent campionat d'Europa de la categoria.
El 2008 va estar present als Jocs Olímpics de Beijing.